# Rhoda Njobvu
Rhoda Njobvu, née le 29 janvier 1994, est une athlète zambienne.

## Carrière
Rhoda Njobvu est médaillée de bronze du relais 4 × 400 mètres aux Championnats d'Afrique d'athlétisme 2018 à Asaba.
Elle est éliminée en séries du 100 mètres ainsi que du 200 mètres féminin aux Jeux olympiques d'été de 2020 à Tokyo.
Elle est médaillée de bronze du 200 mètres aux Championnats d'Afrique d'athlétisme 2022 à Saint-Pierre.
Elle est éliminée en séries du 200 mètres féminin aux championnats du monde d'athlétisme 2023 à Budapest.
Elle est médaillée d'argent du relais 4 × 400 mètres aux Jeux africains de 2023 à Accra ainsi qu'aux Championnats d'Afrique d'athlétisme 2024 à Douala.